# Estação Soledade
A Estação Soledade é uma das estações do Sistema de Trens Urbanos de Natal, situada em Natal, entre a Estação Nova Natal e a Estação Santa Catarina. Faz parte da Linha Norte.
Localiza-se na Rua Retirolândia. Atende o conjunto Soledade I, no bairro de Potengi.
Em 2015, o superintendente da CBTU em Natal, João Maria Cavalcante, anunciou que a estação será reconstruída.